# 消化饼干

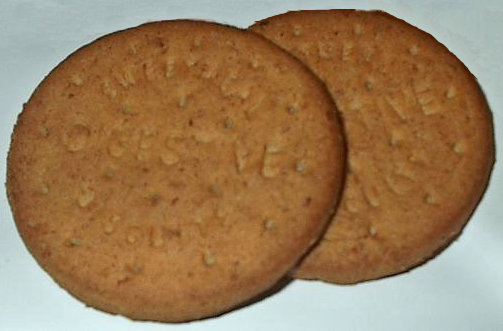
消化餅乾

消化饼干（英文：digestive biscuit） 是一种在英国、英联邦国家、爱尔兰及希腊等地流行的微甜饼干。 初期的消化饼干都添加蘇打粉，由于蘇打粉的弱鹼性能中和胃酸，被認為有助於消化，消化饼干因得其名。

## 简介

### 历史发展
消化饼干在1876年就已经在英国面世了，有关食谱更可以在1894年出版的“新通用烹饪书”（New Universal  Cookery Book ）找到。
目前消化饼干主要出产公司麦威他已经发表了免责声明表示“消化饼干不含任何可以帮助消化的成分”。

### 成分
典型的消化饼干主要由糙棕色小麦面粉，糖，植物油，全麦谷物，膨胀剂（主要是碳酸氢钠，酒石酸及苹果酸）和盐制成。其他添加物也包括干乳清，燕麦，脱脂奶和/或乳剂。由于异于一般的制作方式，对坚果类或大豆（黄豆）过敏者不适此类饼干。
美国以外的地区，如新西兰和英国，制成的消化饼干都会用天然白糖取代味道较甜的高果糖玉米糖浆。也因为如此，某些消化饼干的糖分会高过一般的饼干。

### 食用与使用
消化饼干通常都和咖啡或茶一同食用。消化饼干在英国相当普遍。英国每年的消化饼干销量额高达3千5百万英镑。换句话说，在英国，每年有7千1百万包消化饼干售出或者是英国人每一秒食用了52块消化饼干。 消化饼干也是许多西式糕点的主要成分，例如起司蛋糕。